# Підв'язковий аспід
Підв'язковий аспід (Elapsoidea) — рід отруйних змій родини Аспідові. Має 10 видів.

## Опис
Загальна довжина представників цього роду коливається від 20 до 75 см. У низки видів спостерігається статевий диморфізм — самці більші за самиць. Голова невелика, дещо витягнута. Очі середнього розміру із круглими зіницями. Тулуб стрункий, довгий. Хвіст короткий. Забарвлення спини синювате, сіре, коричневе, оливкове, чорне. Черево має білий, кремовий або рожевий колір. На основному фоні розташовано світлі смуги різної ширини.

## Спосіб життя
Полюбляють напівпустелі, савани, гори, зустрічаються на висоті 1600 м над рівнем моря. Активні вночі. Харчуються ящірками, гризунами, земноводними.
Це яйцекладні змії.

## Розповсюдження
Це ендеміки Африки. Мешкають на південь від 15° п.ш.

## Види
- Elapsoidea boulengeri
- Elapsoidea broadleyi
- Elapsoidea chelazzii
- Elapsoidea guentherii
- Elapsoidea laticincta
- Elapsoidea loveridgei
- Elapsoidea nigra
- Elapsoidea semiannulata
- Elapsoidea sundevallii
- Elapsoidea trapei